# Hirokazu Yasuhara
 (décembre 2014).
Si vous disposez d'ouvrages ou d'articles de référence ou si vous connaissez des sites web de qualité traitant du thème abordé ici, merci de compléter l'article en donnant les références utiles à sa vérifiabilité et en les liant à la section « Notes et références ».
Hirokazu Yasuhara (安原 広和) est un designer japonais de jeu vidéo. Ancien membre important du studio Sonic Team, il a occupé des fonctions artistiques chez Naughty Dog, et plus récemment pour Namco Bandai.

## Production
- Sonic the Hedgehog (1991) — Director (Game Planner)
- Fatal Labyrinth (1991) — Director (Game Planner)
- Sonic the Hedgehog 2 (1992) — Director (Game Planner), Object Placement
- Sonic the Hedgehog 3 (1994) — Director, Lead Game designer
- Sonic and Knuckles (1994) — Director, Lead Game designer
- Sonic the Hedgehog 3 and Knuckles (1994) — Director, Lead Game designer
- Sonic 3D Blast (1995) — Playfield Design, Saturn Enhancements
- Sonic X-treme (1996) — Head Designer
- Sonic R (1997) — Map Design Director
- Sega Smash Pack 2 (2000) — Special Thanks
- Floigan Brothers: Episode 1 (2001) — Game Designer
- Jak 2 (2003) — Game Designer
- Jak 3 (2004) — Game Designer
- Jak X: Combat Racing (2005) — Game Designer
- Uncharted: Drake's Fortune (2007) — Game Designer